# Lista byłego uzbrojenia Wojska Polskiego
W tym artykule jest przedstawione uzbrojenie, które znajdowało się kiedyś na stanie Wojska Polskiego od 1918 roku (nie licząc broni ręcznej).

## Czołgi
| Nazwa                       | Państwo           | Wycofanie | Przypisy    |
| --------------------------- | ----------------- | --- | ----------- |
| Renault FT                  | Francja           | 1940 | [ 2 ] [ 3 ] |
| Vickers Carden Loyd Mark VI | Wielka Brytania   | 1939 |             |
| 7TP                         | Polska            | Lata 50 | [ 4 ]       |
| TK-3                        | Polska            | 1939 | [ 5 ]       |
| TKS                         | Polska            | 1939 | [ 5 ]       |
| TKF                         | Polska            | 1939 |             |
| Vickers E                   | Wielka Brytania   | 1939 | [ 6 ]       |
| Renault R-35                | Francja           | 1940 |             |
| Hotchkiss H-35              | Francja           | 1940 |             |
| BT (Czołg)                  | ZSRR              | 1939 (Jeden czołg został zdobyty przez Wojska Samodzielnej Grupy Operacyjnej Polesie prawdopodobnie nie użytkowany) |             |
| Vickers Mk VI               | Wielka Brytania   | 1943 |             |
| M3/M5 Stuart                | Stany Zjednoczone | 1945 |             |
| Mk I Matilda                | Wielka Brytania   | 1942 |             |
| Mk III Valentine            | Wielka Brytania   | 1944 |             |
| 10TP                        | Polska            | 1939 |             |
| Mk IV Churchill             | Wielka Brytania   | 1942 |             |
| Mk V Covenanter             | Wielka Brytania   | 1944 |             |
| M4 Sherman                  | Stany Zjednoczone | 1946 |             |
| Mk VI Crusader              | Wielka Brytania   | 1946 |             |
| Mk VIII Cromwell            | Wielka Brytania   | 1946 |             |
| Mk VIII Challenger          | Wielka Brytania   | 1947 |             |
| Panzerkampfwagen V Panther  | III Rzesza        | 1944 (AK zdobyła w powstaniu warszawskim 2 czołgi tego typu)                                                        |             |
| T-60                        | ZSRR              | 1945 |             |
| T-70                        | ZSRR              | 1949 |             |
| KW-8                        | ZSRR              | 1945 |             |
| KW-85                       | ZSRR              | 1945 |             |
| IS-2                        | ZSRR              | Około 1960 |             |
| T-34                        | ZSRR Polska       | 1986 |             |
| IS-3                        | ZSRR              | Używany do zapoznania się z nowym sprzętem i do defilad. Nigdy nie wszedł na uzbrojenie LWP                         |             |
| PT-76                       | ZSRR              | 1992 |             |
| T-54                        | ZSRR Polska       | 2002 |             |
| T-55                        | ZSRR Polska       | 2002 |             |
| T-55AM Merida               | Polska            | 2002 |             |

## Bojowe pojazdy opancerzone, transportery i samochody pancerne
| Nazwa                    | Państwo           | Wycofanie                                      | Przypisy |
| ------------------------ | ----------------- | ---------------------------------------------- | -------- |
| Bedford OXA              | Wielka Brytania   | 1943                                           |          |
| ACW-IP                   | Indie             | 1947                                           |          |
| M3 Scout Car             | Stany Zjednoczone | 1946                                           |          |
| Windsor Carrier          | Kanada            | 1947                                           |          |
| GM C15TA                 | Kanada            | Brak danych                                    |          |
| Universal Carrier        | Wielka Brytania   | Brak danych                                    |          |
| Ford FT-B                | Polska            | 1931                                           |          |
| Samochód pancerny wz. 28 | Polska            | 1939                                           |          |
| Samochód pancerny wz. 29 | Polska            | 1939                                           |          |
| Samochód pancerny wz. 34 | Polska            | 1939                                           |          |
| Sd.Kfz.251               | III Rzesza        | 1944 (Zdobyty nosił nazwę: Szary Wilk)         |          |
| BA-64                    | ZSRR              | Brak danych                                    |          |
| BRDM-1                   | ZSRR              | Brak danych                                    |          |
| D-442 FÚG                | Węgry             | Brak danych                                    |          |
| BTR-40                   | ZSRR              | Brak danych                                    |          |
| BTR-60                   | ZSRR              | Używany do testów nie wszedł na uzbrojenie LWP |          |
| OT-64 SKOT               | Polska            | Lata 90                                        |          |
| BTR-152                  | ZSRR              | Brak danych                                    |          |
| TOPAS                    | Czechosłowacja    | 1994                                           |          |
| BMP-2                    | ZSRR              | 1994                                           |          |

## Niszczyciele czołgów i działa samobieżne
| Nazwa           | Państwo           | Wycofanie                                                         | Przypisy |
| --------------- | ----------------- | ----------------------------------------------------------------- | -------- |
| TKD             | Polska            | 1939                                                              |          |
| TKS-D           | Polska            | 1939                                                              |          |
| Achilles        | Wielka Brytania   | 1946                                                              |          |
| M3 GMC          | Stany Zjednoczone | 1947                                                              |          |
| Archer          | Wielka Brytania   | 1946                                                              |          |
| Crusader III AA | Wielka Brytania   | 1945                                                              |          |
| Chwat           | III Rzesza        | 1944 (Jeden egzemplarz zdobyty przez powstańców nie użyty w boju) |          |
| SU-76           | ZSRR              | Lata 50                                                           |          |
| SU-57           | Stany Zjednoczone | Lata 50                                                           |          |
| ASU-57          | ZSRR              | Brak danych                                                       |          |
| ASU-85          | ZSRR              | 1976                                                              |          |
| SU-85           | ZSRR              | Lata 50                                                           |          |
| SU-100          | ZSRR              | Lata 60                                                           |          |
| ISU-122         | ZSRR              | Lata 60                                                           |          |
| SU-152          | ZSRR              | 1949                                                              |          |
| ISU-152         | ZSRR              | Lata 60                                                           |          |
| 2S7 Pion        | ZSRR              | 2006                                                              |          |

## Działa przeciwlotnicze i rakietowe zestawy przeciwlotnicze
| Nazwa           | Państwo                | Wycofanie            | Przypisy |
| --------------- | ---------------------- | -------------------- | -------- |
| M16 MGMC        | Stany Zjednoczone      | 1945                 |          |
| M17 MGMC        | Stany Zjednoczone      | Lata 50              |          |
| ZSU-57-2        | ZSRR                   | Brak danych          |          |
| Strzała-1       | ZSRR                   | 1990                 |          |
| 9K35 Strieła-10 | ZSRR                   | 2002                 |          |
| 2K11 Krug       | ZSRR                   | 2011                 |          |
| 75 mm 1922      | Francja                | 1939                 |          |
| 37 mm 61-K      | ZSRR                   | Brak danych          |          |
| 75 mm wz 36     | Polska                 | 1939                 |          |
| 40 mm Bofors    | Szwecja Polska         | 1947                 |          |
| 20 mm Polsten   | Polska Wielka Brytania | 1945                 |          |
| 100 mm KS-19    | ZSRR                   | Koniec lat 50        |          |
| S-75            | ZSRR                   | 2001                 | [ 9 ]    |
| K-5             | ZSRR                   | Brak danych          |          |
| K-13            | ZSRR                   | Brak danych          |          |
| 9K34 Strzała 3  | ZSRR                   | Nie wszedł do służby | [ 10 ]   |

## Wyrzutnie rakietowe i wyrzutnie pocisków balistycznych
| Nazwa         | Państwo | Wycofanie   | Przypisy |
| ------------- | ------- | ----------- | -------- |
| Katiusza      | ZSRR    | Brak danych |          |
| WP-8z         | Polska  | Lata 90     |          |
| BM-14         | ZSRR    | Brak danych |          |
| BM-24         | ZSRR    | Brak danych |          |
| 2K6 Łuna      | ZSRR    | Lata 80     |          |
| 9K52 Łuna-M   | ZSRR    | 1992        |          |
| OTR-21 Toczka | ZSRR    | 2005        |          |
| Skud          | ZSRR    | 1989        | [ 11 ]   |

## Armaty holowane przeciwpancerne, dalekiego zasięgu i moździerze
| Nazwa         | Państwo        | Wycofanie           | Przypisy |
| ------------- | -------------- | ------------------- | -------- |
| 75 mm 1902/26 | Polska         | 1939                |          |
| 75 mm 1897    | Francja        | 1939                |          |
| 76 mm 1902    | Rosja          | 1939                |          |
| 37 mm Bofors  | Szwecja Polska | 1939                |          |
| 45 mm 1942    | ZSRR           | Brak danych         |          |
| 57 mm Zis-2   | ZSRR           | 1945                |          |
| 76 mm ZiS-3   | ZSRR           | 1980                |          |
| 85 mm D-48    | ZSRR           | Brak danych         |          |
| 85 mm D-44    | ZSRR           | Brak danych         |          |
| 100 mm BS-3   | ZSRR           | druga połowa lat 80 |          |
| 105 mm wz 29  | Francja        | 1939                |          |
| 107 mm B-11   | ZSRR           | Lata 70             |          |
| 120 mm 1878   | Polska         | 1939                |          |
| 120 mm A-19   | ZSRR           | Lata 90             |          |
| 122 mm D-30   | ZSRR           | Brak danych         |          |
| 152 mm MŁ-20  | ZSRR           | Brak danych         |          |
| 152 mm D-20   | ZSRR           | Brak danych         |          |
| 160 mm M-160  | ZSRR           | Brak danych         |          |

## Ciągniki artyleryjskie i ciężarówki
| Nazwa       | Państwo | Wycofanie   | Przypisy |
| ----------- | ------- | ----------- | -------- |
| C2P         | Polska  | 1939        |          |
| C4P         | Polska  | 1939        |          |
| C7P         | Polska  | 1939        |          |
| PZInż 342   | Polska  | 1939        |          |
| PZInż 343   | Polska  | 1939        |          |
| ATS-59      | ZSRR    | Brak danych |          |
| Mazur D-350 | Polska  | Brak danych |          |
| ZiS-5       | ZSRR    | Brak danych |          |
| ZiS-6       | ZSRR    | Brak danych |          |
| ZiS-151     | ZSRR    | Brak danych |          |

## Samochody terenowe i pojazdy VIP
| Nazwa     | Państwo           | Wycofanie   | Przypisy |
| --------- | ----------------- | ----------- | -------- |
| Willys MB | Stany Zjednoczone | Brak danych |          |

## Pociski powietrze-ziemia i pociski przeciwczołgowe
| Nazwa        | Państwo | Wycofanie   | Przypisy |
| ------------ | ------- | ----------- | -------- |
| Kh-25        | ZSRR    | Brak danych |          |
| Kh-28        | ZSRR    | Brak danych |          |
| 3M6 Trzmiel  | ZSRR    | Brak danych |          |
| 9K115 Metys  | ZSRR    | Brak danych |          |
| 9M17 Falanga | ZSRR    | Brak danych |          |
| 9K114 Szturm | ZSRR    | Brak danych | [ 12 ]   |